# Echtblattpalme
Echtblattpalmen sind Dekorationspalmen, welche aus echten, präparierten Palmwedeln hergestellt werden. Die Palmwedel werden im Ursprungsland getrocknet und eingefärbt. Damit die Wedel nicht brüchig werden, ist ein Salzwasserbad erforderlich.
Echtblattpalmen haben gegenüber Kunstpalmen den Vorteil, dass die Naturmaterialien echter wirken als Plastikwedel oder Blätter aus Textilfasern. Gewöhnlicherweise werden bei Echtblattpalmen auch Naturstämme eingesetzt. Diese sind ebenfalls aus Naturmaterialien gefertigt. Die Palmenfaser / Palmenrinde wird dabei um einen heimischen Baumstamm montiert.